# Windows XP
Windows XP là một bản phát hành lớn của hệ điều hành Windows NT do Microsoft phát triển, hướng tới các máy tính để bàn dành cho gia đình và doanh nghiệp, máy tính xách tay, máy tính bảng và máy tính trung tâm đa phương tiện. Đây là hệ điều hành kế nhiệm của cả của Windows 2000 cho người dùng doanh nghiệp và Windows Me cho người dùng gia đình. Windows XP được phát hành cho nhà sản xuất vào ngày 24 tháng 8 năm 2001, với doanh số bán lẻ bắt đầu vào ngày 25 tháng 10 năm 2001.
Sự phát triển của Windows XP bắt đầu vào cuối những năm 1990 với tên gọi "Neptune", một hệ điều hành (OS) được xây dựng trên nhân Windows NT và được thiết kế đặc biệt cho người tiêu dùng phổ thông. Phiên bản cập nhật của Windows 2000 cũng được lên kế hoạch ban đầu cho thị trường doanh nghiệp; tuy nhiên, vào tháng 1 năm 2000, cả hai dự án đều bị hủy bỏ để chuyển sang một hệ điều hành duy nhất có tên mã là "Whistler" sẽ phục vụ như một nền tảng hệ điều hành cho cả thị trường tiêu dùng và doanh nghiệp. Do đó, Windows XP là phiên bản dành cho người tiêu dùng đầu tiên của Windows không dựa trên nhân Windows 95 và MS-DOS.
Sau khi phát hành, Windows XP đã nhận được những phản hồi tích cực vì hiệu suất và độ ổn định  (đặc biệt là so với Windows Me), giao diện người dùng trực quan hơn, cải thiện hỗ trợ phần cứng và mở rộng khả năng đa phương tiện. Tuy nhiên, một số nhà đánh giá đã lo ngại về mô hình cấp phép mới và hệ thống kích hoạt sản phẩm. Windows XP và Windows Server 2003 được kế nhiệm bởi Windows Vista và Windows Server 2008 được phát hành lần lượt vào tháng 1 năm 2007 và tháng 2 năm 2008.
Hỗ trợ chính cho Windows XP kết thúc vào ngày 14 tháng 4 năm 2009, và hỗ trợ mở rộng kết thúc vào ngày 8 tháng 4 năm 2014. Vào thời điểm này, hệ điều hành không còn nhận được các bản cập nhật bảo mật hoặc hỗ trợ. Windows Embedded POSReady 2009, dựa trên Windows XP Professional đã nhận được các bản cập nhật bảo mật cho đến tháng 4 năm 2019. Các phương pháp không chính thức đã được cung cấp để áp dụng trên bản cập nhật cho các phiên bản Windows XP khác. Microsoft không khuyến khích điều này vì các vấn đề không tương thích.
Tính đến  tháng 7 năm 2021, có 0,58% PC chạy Windows XP (trên toàn thế giới, tỉ lệ này là 1%), và có 0,18% các thiết bị trên tất cả các nền tảng chạy Windows XP. Mặc dù vậy, Windows XP vẫn rất phổ biến ở nhiều quốc gia, chẳng hạn như Armenia có hơn 50% máy tính sử dụng Windows XP.

## Phát triển
Vào cuối những năm 1990, sự phát triển ban đầu của Windows XP ban đầu được tập trung vào hai sản phẩm riêng lẻ: "Odyssey" sẽ kế nhiệm Windows 2000; và "Neptune", hệ điều hành hướng đến người tiêu dùng sử dụng kiến trúc Windows NT, phiên bản sau của Windows 98 dựa trên MS-DOS.
Cuối cùng, các dự án đã lâm vào bế tắc phát triển. Ngay trước khi phát hành chính thức Windows 2000, nhà văn công nghệ Paul Thurrott cho rằng Microsoft đã bỏ qua cả Neptune và Odyssey để ủng hộ một sản phẩm mới có tên mã "Whistler" được đặt theo tên của Whistler, British Columbia, nơi nhiều nhân viên của Microsoft trượt tuyết tại khu nghỉ mát Whistler-Blackcomb. Mục tiêu của tên mã Whistler là hợp nhất cả dòng Windows dành cho người tiêu dùng và doanh nghiệp dưới một nền tảng duy nhất là Windows NT. Và vì Neptune và Odyssey là cùng một cơ sở mã, nên việc kết hợp chúng thành một dự án duy nhất là rất hợp lý ".
Tại hội nghị PDC vào ngày 13 tháng 7 năm 2000, Microsoft thông báo sản phẩm Whistler sẽ được phát hành trong nửa cuối năm 2001, đồng thời tiết lộ bản dựng xem trước 2250, trong đó có việc triển khai hệ thống kiểu trực quan của Windows XP và các thay đổi giao diện cho Windows Explorer và Control Panel.
Microsoft đã phát hành phiên bản thử nghiệm 2296 ngày 31 tháng 10 năm 2000. Các bản dựng tiếp theo  giới thiệu các tính năng mới cho người dùng Windows XP, chẳng hạn như Internet Explorer 6.0, Trình kích hoạt bản quyền sản phẩm Microsoft và ảnh nền Bliss.
Sản phẩm Whistler chính thức được công bố trong một sự kiện truyền thông vào ngày 5 tháng 2 năm 2001 dưới tên Windows XP, trong đó XP là viết tắt của "eXPerience".

### Phát hành
Vào tháng 6 năm 2001, Microsoft có kế hoạch cùng với hãng Intel và các nhà sản xuất PC khác, chi ít nhất 1 tỷ đô la Mỹ cho việc tiếp thị và quảng bá Windows XP. Khẩu hiệu "Yes You Can", được thiết kế để nhấn mạnh khả năng tổng thể của nền tảng. Microsoft ban đầu dự định sử dụng khẩu hiệu "Prepare to Fly", nhưng đã bị thay thế vì các vấn đề nhạy cảm sau Sự kiện 11 tháng 9.
Vào ngày 24 tháng 8 năm 2001, Windows XP build 2600 đã được phát hành cho các nhà sản xuất (RTM). Trong một sự kiện truyền thông tại Microsoft Redmond Campus, các bản sao của bản RTM đã được trao cho đại diện của một số nhà sản xuất PC lớn trong những chiếc cặp, sau đó họ sẽ lên những chiếc trực thăng được trang trí. Các nhà sản xuất PC có thể phát hành các thiết bị chạy hệ điều hành này bắt đầu từ ngày 24 tháng 9 năm 2001, thì XP dự kiến sẽ có mặt trên thị trường bán lẻ nói chung vào ngày 25 tháng 10 năm 2001. Cùng ngày, Microsoft cũng công bố giá bán lẻ cuối cùng của hai phiên bản chính của XP là "Home" (thay thế cho Windows Me cho người dùng gia đình) và "Professional" (thay thế cho Windows 2000 cho người dùng khác).

## Tính năng mới và cập nhật

### Giao diện người dùng

Start menu của Windows XP ở giao diện Royale, hiện có hai cột

Mặc dù vẫn có một số điểm tương đồng với các phiên bản trước, nhưng giao diện của Windows XP đã được đại tu với giao diện trực quan mới, với việc tăng cường sử dụng các hiệu ứng tổng hợp alpha, đổ bóng và kiểu trực quan. Điều này đã thay đổi hoàn toàn diện mạo của hệ điều hành. Số lượng hiệu ứng do hệ điều hành xác định dựa trên khả năng xử lý của máy tính và có thể được bật hoặc tắt tùy theo từng trường hợp. XP cũng bổ sung ClearType, một hệ thống kết xuất subpixel mới được thiết kế để cải thiện các phông chữ trên màn hình tinh thể lỏng. Một bộ biểu tượng hệ thống mới cũng được giới thiệu. Hình nền mặc định Bliss, là ảnh chụp phong cảnh ở thung lũng Napa, California, với những ngọn đồi xanh và bầu trời xanh với tầng mây và mây ti.
Start menu đã được đại tu lần đầu tiên trong XP, chuyển sang bố cục hai cột với khả năng liệt kê, ghim và hiển thị các ứng dụng thường dùng, các tài liệu được mở gần đây và menu "All Programs" xếp tầng truyền thống. Thanh tác vụ hiện có thể nhóm các cửa sổ được mở thành một nút trên thanh tác vụ, với menu bật lên liệt kê các cửa sổ riêng lẻ. Khu vực thông báo cũng ẩn các biểu tượng "không hoạt động" thường xuyên theo mặc định. Danh sách "common tasks" đã được thêm và thanh bên của Windows Explorer đã sử dụng thiết kế dựa trên tác vụ mới với danh sách các hành động phổ biến; các tác vụ được hiển thị có liên quan theo ngữ cảnh với loại nội dung trong thư mục (ví dụ: thư mục có màn hình nhạc để phát tất cả các tệp trong thư mục hoặc ghi vào đĩa CD).
Tính năng chuyển đổi người dùng cho phép người dùng khác đăng nhập vào Windows XP nhanh chóng mà không cần người dùng hiện tại phải đóng chương trình của họ và đăng xuất. Mặc dù chỉ một người dùng tại thời điểm này có thể sử dụng bảng điều khiển (tức là màn hình, bàn phím và chuột), thì những người dùng trước có thể tiếp tục phiên của họ sau khi họ quay lại bảng điều khiển.

### Hệ thống
Windows XP sử dụng tính năng tìm nạp trước để cải thiện thời gian khởi động và khởi chạy ứng dụng. Nếu trình điều khiển được cập nhật làm kết quả không như mong muốn thì có thể hoàn nguyên cài đặt trình điều khiển thiết bị được cập nhật.
Hệ thống bảo vệ bản quyền hay còn được gọi là trình kích hoạt bản quyền sản phẩm Microsoft đã được giới thiệu cùng với Windows XP và phiên bản máy chủ Windows Server 2003. Tất cả các giấy phép Windows phải được đi kèm với một ID duy nhất bằng cách sử dụng thông tin từ phần cứng máy tính, được kích hoạt qua internet hoặc đường dây nóng qua điện thoại. Nếu Windows không được kích hoạt trong vòng 30 ngày kể từ ngày cài đặt, hệ điều hành sẽ ngừng hoạt động cho đến khi được kích hoạt. Windows cũng xác minh định kỳ phần cứng để kiểm tra các thay đổi. Nếu hệ điều hành phát hiện thấy các thay đổi phần cứng đáng kể, quá trình kích hoạt sản phẩm sẽ bị vô hiệu và Windows sẽ buộc phải kích hoạt lại.

### Kết nối mạng và chức năng internet
Windows XP ban đầu được bao gồm Internet Explorer 6, Outlook Express 6, Windows Messenger và MSN Explorer. Các tính năng mạng mới bao gồm Internet Connection Firewall, Internet Connection Sharing với UPnP, API truyền tải NAT, tính năng Quality of Service, IPv6 và Teredo, Background Intelligent Transfer Service, tính năng fax mở rộng, bắc cầu mạng, mạng ngang hàng, hỗ trợ cho hầu hết các modem DSL, kết nối IEEE 802.11 (Wi-Fi) với cấu hình tự động và chuyển vùng, TAPI 3.1, kết nối mạng qua FireWire. Tính năng mới Remote Assistance và Desktop Services cho phép người dùng kết nối với máy tính chạy Windows XP thông qua Internet, truy cập các ứng dụng, tệp, máy in và thiết bị hoặc yêu cầu trợ giúp. Các tính năng của IntelliMirror như Offline Files, Roaming user profiles and Folder redirection cũng được cải tiến.

### Tương thích ngược
Để bật phần mềm đang chạy nhắm mục tiêu hoặc khóa các phiên bản Windows cụ thể, "Chế độ tương thích" đã được thêm vào. Tính năng này cho phép giả mạo phiên bản Windows trước đó đã chọn sang phần mềm, bắt đầu từ Windows 95.
Mặc dù khả năng này lần đầu tiên được giới thiệu trong Windows 2000 Service Pack 2, nó phải được kích hoạt thông qua "đăng ký máy chủ" và chỉ có sẵn cho người dùng quản trị viên, trong khi Windows XP đã kích hoạt nó cho mọi người dùng thông thường.

### Các tính năng khác
- Cải thiện khả năng tương thích của ứng dụng so với Windows 2000.[32]
- DirectX 8.1, có thể nâng cấp lên DirectX 9.0c.[33]
- Một số tính năng mới trong Windows Explorer bao gồm các ngăn tác vụ, hình thu nhỏ và tùy chọn xem ảnh dưới dạng trình chiếu.[34]
- Cải thiện các tính năng hình ảnh như Windows Picture và Fax Viewer.[35]
- Thời gian khởi động nhanh hơn, (do các chức năng tìm nạp trước được cải tiến) đăng nhập, đăng xuất, ngủ đông và khởi chạy ứng dụng.[36]
- Nhiều cải tiến để tăng độ tin cậy của hệ thống như System Restore,[37] Automated System Recovery,[38] và cải tiến độ tin cậy của trình điều khiển thông qua Device Driver Rollback.[39]
- Cải tiến hỗ trợ phần cứng như FireWire 800,[40] và hỗ trợ đa màn hình dưới tên "DualView".[41]
- Chuyển đổi người dùng nhanh chóng.[42]
- Cơ chế kết xuất phông chữ ClearType, được thiết kế để cải thiện khả năng đọc văn bản trên màn hình tinh thể lỏng (LCD) và các màn hình tương tự, đặc biệt là máy tính xách tay.[43]
- Công nghệ tổ hợp song song[44] và COM không cần đăng ký.[45]
- Các cải tiến chung đối với hỗ trợ như nhiều loại ngôn ngữ và tập lệnh hơn, hỗ trợ MUI trong Terminal Services, cải tiến trình chỉnh sửa phương thức nhập và hỗ trợ ngôn ngữ quốc gia.[46]

## Tính năng bị loại bỏ
Một số chương trình và tính năng là một phần của các phiên bản trước của Windows không được đưa vào Windows XP. Các lệnh MS-DOS khác nhau có sẵn trong Windows 9x đã bị loại bỏ, cũng như hệ thống con POSIX và OS/2.
Đối với mạng, NetBEUI, NWLink và NetDDE không còn được thiết lập theo mặc định. Các thiết bị mạng không tương thích (như modem và card mạng) không còn được hỗ trợ.
Gói dịch vụ 2 và Gói dịch vụ 3 cũng đã loại bỏ các tính năng khỏi Windows XP, nhưng ở mức độ ít hơn. Ví dụ: hỗ trợ cho các kết nối TCP bị loại bỏ khỏi Service Pack 2, và thanh địa chỉ trên thanh tác vụ bị loại bỏ trên Service Pack 3.

## Thị trường

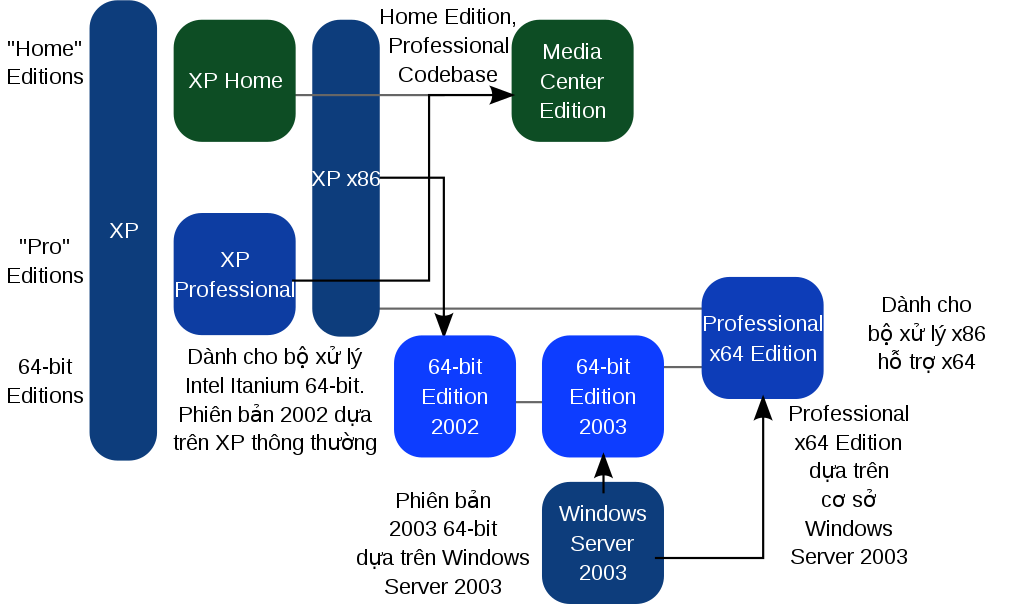
Sơ đồ thể hiện các phiên bản Windows XP chính. Nó thể hiện mối quan hệ dựa trên loại phiên bản (xám) và bộ mã nguồn (mũi tên đen).

### Các phiên bản dành cho các thị trường nhất định
Windows XP Starter Edition là một phiên bản giá thấp của Windows XP dành cho các thị trường Thái Lan, Thổ Nhĩ Kỳ, Malaysia, Indonesia, Nga, Ấn Độ, Colombia, Brasil, Argentina, Peru, Bolivia, Chile, México, Ecuador, Uruguay và Venezuela. Nó tương tự như Windows XP Home, nhưng giới hạn cho những phần cứng cấp thấp, chỉ có thể chạy 3 chương trình một lúc, và có một số tính năng khác được mặc định tắt hoặc gỡ bỏ. Các phiên bản của mỗi quốc gia cũng được đình chỉnh dành riêng cho quốc gia đó, trong đó có hình nền là địa điểm nổi tiếng tại quốc gia đó, các tính năng trợ giúp được bản địa hóa để giúp đỡ những người không biết tiếng Anh, và các thiết lập mặc định khác giúp dễ dùng hơn so với khi cài đặt Windows XP thông thường. Ví dụ như phiên bản Malaysia có hình nền là khung cảnh của Kuala Lumpur.
Vào tháng 3 năm 2004, Ủy ban châu Âu đã phạt Microsoft 497 triệu euro và ra lệnh cho công ty này phải cung cấp một phiên bản Windows không có Windows Media Player. Ủy ban kết luận rằng Microsoft "đã vi phạm luật cạnh tranh của Liên minh châu Âu bằng cách đẩy sự độc quyền trong thị trường hệ điều hành dành cho máy tính để bàn sang thị trường dành cho hệ điều hành máy chủ phục vụ nhóm làm việc và trình chơi nhạc". Sau khi kháng án không thành vào năm 2004 và 2005, Microsoft đã có thỏa thuận với Ủy ban sẽ phát hành một phiên bản thể theo bàn án của tòa, Windows XP Edition N. Phiên bản này không có Windows Media Player, thay vào đó, nó khuyến khích người dùng tự chọn và tải về trình chơi nhạc của riêng họ. Microsoft muốn đặt tiên cho phiên bản này là Reduced Media Edition, nhưng tổ chức thi hành của EU đã phản đối và đề nghị tên Edition N, với chỉ N có nghĩa là "not with Media Player" (không có Media Player) cho cả phiên bản Home và Professional của Windows XP. Vì nó được bán ngang giá với phiên bản có Windows Media Player, Dell, Hewlett-Packard, Lenovo và Fujitsu Siemens đã không dùng nó trong sản phẩm. Tuy nhiên, Dell có đưa ra hệ điều hành này một thời gian ngắn. Tỷ lệ người dùng hệ điều hành này thấp, với chỉ 1.500 đơn vị được bán cho OEM, và không thấy có báo cáo về số lượng bán cho người tiêu dùng.
Vào tháng 12 năm 2005, Ủy ban Thương mại Công bằng Hàn Quốc đã yêu cầu Microsoft bán các phiên bản Windows XP và Windows Server 2003 không có Windows Media Player hoặc Windows Messenger.
Cũng cùng năm đó, Microsoft cũng phát hành hai phiên bản Windows XP Home Edition nhắm tới mô hình ra giá dựa trên thuê bao và trả tiền khi xài. Các phiên bản này, được phát hành như một phần của sáng kiến FlexGo của Microsoft, được dùng kèm với một thành phần phần cứng để hạn chế thời gian sử dụng Windows. Thị trường mục tiêu là những nền kinh tế đang nổi như Brasil hay Việt Nam.

### Ngôn ngữ
Windows XP có nhiều phiên bản ngôn ngữ. Ngoài ra, gói MUI và Language Interface Pack dùng để dịch giao diện người dùng cũng có ở một số ngôn ngữ hoặc người dùng có thể tải về hoặc dùng bộ gõ UniKey..

## Giao diện người dùng
Windows XP phân tích tác động của các hiệu ứng hình ảnh lên hiệu năng và dùng nó để xác định có nên kích hoạt chúng không, do đó ngăn ngừa các tính năng mới ngốn quá nhiều tài nguyên xử lý. Người dùng cũng có thể điều chỉnh các thiết lập này. Một số hiệu ứng, như trộn alpha (trong suốt rồi giảm dần), được xử lý hoàn toàn bởi các loại card đồ họa mới. Tuy nhiên, nếu card đồ họa không có khả năng trộn alpha, hiệu năng có thể bị ảnh hưởng đáng kể, và Microsoft khuyến cáo nên tắt tính năng này bằng tay. Windows XP thêm các khả năng để Windows có thể sử dụng "Kiểu Thị giác" để thay đổi giao diện người dùng. Tuy nhiên, các kiểu thị giác phải được Microsoft ký tên mã hóa thì mới chạy được. Luna là tên của kiểu thị giác mới đi kèm với Windows XP, và được kích hoạt mặc định đối với các máy có bộ nhớ RAM video hơn 64 MiB. Luna dùng để chỉ một kiểu thị giác cụ thể, chứ không phải tất cả các tính năng giao diện mới của Windows XP. Một số người dùng "vá" tập tin uxtheme.dll hạn chế khả năng sử dụng kiểu thị giác trên Windows XP.
Ngoài các chủ đề đi kèm với Windows XP, có một chủ đề trước đó không được phát hành với thanh tác vụ màu xanh đen và thanh cửa sổ tương tự với Windows Vista có tên "Royale Noir" có sẵn để tải về, mặc dù nó không chính thức. Microsoft đã chính thức phát hành một phiên bản chỉnh sửa của chủ đề này với tên chủ đề "Zune", để chào mừng sự ra mắt máy chơi nhạc bỏ túi Zune vào tháng 11 năm 2006. Sự khác nhau duy nhất là cảm giác bóng như gương kèm với một thanh tác vụ màu đen thay vì màu xanh đen và nút Start màu cam thay vì màu xanh lá cây. Ngoài ra, chủ đề "Royale" của Media Center, được kèm trong các phiên bản Media Center, cũng có sẵn để tải về và có thể dùng trên mọi phiên bản Windows XP.
Hình nền mặc định, Bliss, là ảnh phong cảnh ở Thung lũng Napa bên ngoài Napa, California theo định dạng BMP, có những ngọn đồi và bầu trời xanh với các đám mây tầng tích và mây ti.

## Các gói dịch vụ
Microsoft thỉnh thoảng phát hành các service pack dành cho hệ điều hành Windows cũng hãng để sửa các lỗi và thêm vào tính năng mới. Mỗi service pack là một gói lớn gồm tất cả các service pack trước đó cùng với những bản vá, do đó chỉ cần cài đặt những service pack mới nhất. Bạn cũng không cần phải gỡ bỏ các service pack cũ hơn trước khi cài một bản service pack mới.

### Gói dịch vụ 1

Set Program Access and Defaults được bổ sung trong Service Pack 1.

Gói dịch vụ 1 (SP1) dành cho Windows XP được phát hành vào ngày 9 tháng 9 năm 2002. Nó có các bản sửa lỗi bảo mật hậu-RTM và bản sửa lỗi khẩn cấp, các cập nhật tương thích, hỗ trợ tùy chọn .NET Framework, kích hoạt các công nghệ dành cho thiết bị mới như máy tính bảng, và một phiên bản Windows Messenger 4.7 mới. Tính năng mới đáng chú ý nhất là hỗ trợ USB 2.0 và tiện ích Set Program Access and Defaults nhắm đến những sản phẩm ẩn nằm ở giữa. Người dùng có thể điều khiển ứng dụng mặc định sẽ sử dụng cho các hoạt động như lướt web và tin nhắn nhanh, cũng như ẩn truy cập đến một số chương trình đóng gói của Microsoft. Tiện ích này lần đầu tiên xuất hiện trong hệ điều hành Windows 2000 Service Pack 3. Bản Service Pack này mặc định hỗ trợ SATA và ổ cứng có dung lượng hơn 137GB (hỗ trợ LBA). Máy ảo Java của Microsoft, không có trong phiên bản RTM, đã xuất hiện trong bản Service Pack này.
Vào ngày 3 tháng 2 năm 2003, Microsoft phát hành Service Pack 1a (SP1a). Lần phát hành này đã bỏ đi máy ảo Java của Microsoft do kết quả vụ kiện với Sun Microsystems.

### Gói dịch vụ 2

Windows Security Center được bổ sung trong Service Pack 2.

Gói dịch vụ (SP2) (tên mã "Springboard") được phát hành vào ngày 25 tháng 8 năm 2004 sau một vài lần trì hoãn, tập trung vào tính bảo mật.
Service Pack 2 cũng thêm các cải tiến bảo mật mới, bao gồm chỉnh sửa lớn đối với trình tường lửa đi kèm được đổi tên thành Windows Firewall và đã được kích hoạt mặc định, Data Execution Prevention, hỗ trợ phần cứng tốt hơn trong NX bit có thể ngăn được một số dạng tấn công tràn bộ đệm. Ngoài ra, hỗ trợ socket thô cũng bị loại bỏ (để hạn chế thiệt hại do máy tính ma tạo ra). Hơn thế, bản service pack này đã cải tiến một số tính năng bảo mật cho email và duyệt web. Windows XP Service Pack 2 đưa vào Windows Security Center, hiển thị tổng quan tình trạng bảo mật của hệ thống, trong đó có tình trạng của phần mềm diệt virus, Windows Update, và Windows Firewall mới. Các ứng dụng diệt virus và tường lửa của bên thứ ba có thể giao tiếp với Security Center mới này.
Vào ngày 10 tháng 8 năm 2007, Microsoft thông báo một cập nhật nhỏ cho Service Pack 2, có tên Service Pack 2c (SP2c). Bản cập nhật này sửa vấn đề có quá ít khóa sản phẩm cho Windows XP. Bản cập nhật này chỉ dành cho các nhà xây dựng hệ thống từ nhà phân phối của họ cho Windows XP Professional và Windows XP Professional N. SP2c phát hành vào tháng 9 năm 2007.

### Gói dịch vụ 3
Windows XP Gói dịch vụ 3 (SP3) được phát hành cho nhà sản xuất vào ngày 21 tháng 4 năm 2008 và cho công chúng thông qua Microsoft Download Center và Windows Update vào ngày 6 tháng 5 năm 2008.
Bộ service pack này bắt đầu tự động yêu cầu người dùng cập nhật thông qua Automatic Update vào ngày 10 tháng 7 năm 2008. Microsoft đã đăng một bản tổng quan về các tính năng trong đó liệt kê chi tiết các tính năng mới có thể tải độc lập như các bản cập nhật cho Windows XP, cũng như các tính năng backporting từ Windows Vista. Trong SP3, có tổng cộng 1.174 lỗi được sửa. Service Pack 3 có thể cài đặt trên hệ thống bằng Internet Explorer 6 hoặc 7, và Windows Media Player phiên bản 9 trở lên.
Internet Explorer 7 không đi kèm trong SP3.

#### Các tính năng mới trong Gói dịch vụ 3
- Tự động bật chức năng dò lỗ đen[86]
- Ủy nhiệm thư Security Service Provider [87]
- Bản Microsoft Kernel Mode Cryptographic Module được cập nhật, được chứng nhận FIPS 140-2 (giải thuật SHA-256, SHA-384 và SHA-512) [86]

#### Các bản cập nhật đã phát hành trước đó
Service Pack 3 cũng đưa vào một số bản cập nhật quan trọng trước đó dành cho Windows XP, nhưng đã không kèm trong SP2, bao gồm:
- Windows Imaging Component [88]
- Cập nhật IPSec Simple Policy để đơn giản hóa việc khởi tạo và bảo trì các bộ lọc IPSec [89]

Mặc dù đến nay các bản service pack đều mang tính tích lũy, khi cài đặt SP3 trên hệ điều hành Windows XP có sẵn vẫn yêu cầu máy tính ít nhất đã phải cài đặt Service Pack 1.
Service Pack 3 có các bản cập nhật cho các thành phần hệ điều hành của phiên bản Windows XP Media Center Edition (MCE) và Windows XP Tablet PC Edition, và cập nhật bảo mật cho.NET Framework phiên bản 1.0, được kèm trong những SKU của Windows XP này. Tuy nhiên, nó không kèm theo các cập nhật cho ứng dụng Windows Media Center trong Windows XP MCE 2005, SP3 cũng bỏ đi các cập nhật bảo mật cho Windows Media Player 10, mặc dù trình duyệt này được kèm trong Windows XP MCE 2005. Address Bar DeskBand trên Thanh tác vụ không còn kèm trong SP3 do hạn chế về pháp lý.

## Yêu cầu hệ thống
|                           | Tối thiểu                                                                       | Khuyến nghị                                                                               |
| Home/Professional Edition | Home/Professional Edition                                                       | Home/Professional Edition                                                                 |
| ------------------------- | ------------------------------------------------------------------------------- | ----------------------------------------------------------------------------------------- |
| CPU                       | - Pentium hoặc tương thích, 233 MHz - BIOS hoặc chức năng khác tương thích      | - Pentium hoặc chức năng khác tương thích, 300 MHz - BIOS hoặc chức năng khác tương thích |
| RAM                       | 64 MB                                                                           | 128 MB                                                                                    |
| Bộ nhớ trống              | - 1.5 GB - Sử dụng boot record                                                  | - +661 MB cho Gói dịch vụ 1 và 1a - +1.8 GB cho Gói dịch vụ 2 - +900 MB cho Gói dịch vụ 3 |
| Phương tiện               | CD-ROM hoặc chức năng khác tương thích                                          | CD-ROM hoặc chức năng khác tương thích                                                    |
| Hiển thị                  | Super VGA (800 × 600)                                                           | Super VGA (800 × 600)                                                                     |
| Phần cứng âm thanh        | N/A                                                                             | Card âm thanh đa năng, loa/tai nghe                                                       |
| Thiết bị đầu vào(s)       | Bàn phím, chuột                                                                 | Bàn phím, chuột                                                                           |
| Professional x64 Edition  |                                                                                 |                                                                                           |
| CPU                       | - X86-64 hoặc chức năng khác tương thích - BIOS hoặc chức năng khác tương thích | - X86-64 hoặc chức năng khác tương thích - BIOS hoặc chức năng khác tương thích           |
| RAM                       | 256 MB                                                                          | 256 MB                                                                                    |
| Bộ nhớ trống              | - 1.5 GB - Sử dụng Boot record                                                  | - 1.5 GB - Sử dụng Boot record                                                            |
| Phương tiện               | CD-ROM hoặc chức năng khác tương thích                                          | CD-ROM hoặc chức năng khác tương thích                                                    |
| Hiển thị                  | Super VGA (800 × 600)                                                           | Super VGA (800 × 600)                                                                     |
| Phần cứng âm thanh        | N/A                                                                             | Card âm thanh đa năng, loa/tai nghe                                                       |
| Thiết bị đầu vào(s)       | Bàn phím, chuột                                                                 | Bàn phím, chuột                                                                           |
| 64-Bit Edition            |                                                                                 |                                                                                           |
| CPU                       | Itanium 733 MHz                                                                 | Itanium 800 MHz                                                                           |
| RAM                       | 1 GB                                                                            | 1 GB                                                                                      |
| Bộ nhớ trống              | 6 GB                                                                            | 6 GB                                                                                      |
| Phương tiện               | CD-ROM hoặc chức năng khác tương thích                                          | CD-ROM hoặc chức năng khác tương thích                                                    |
| Hiển thị                  | Super VGA (800 × 600)                                                           | Super VGA (800 × 600)                                                                     |
| Thiết bị đầu vào(s)       | Bàn phím, chuột                                                                 | Bàn phím, chuột                                                                           |

### Giới hạn dung lượng RAM
Dung lượng RAM tối đa mà Windows XP có thể hỗ trợ khác nhau tùy thuộc vào phiên bản sản phẩm và kiến trúc bộ xử lý. Hầu hết các phiên bản 32-bit của XP đều hỗ trợ tối đa 4GB, ngoại trừ Windows XP Starter, bị giới hạn ở 512MB. Phiên bản 64-bit hỗ trợ lên đến 128 GB.

### Giới hạn bộ xử lý
Windows XP Professional hỗ trợ tối đa hai bộ xử lý; và Windows XP Home Edition chỉ hỗ trợ một bộ xử lý.
Tuy nhiên, XP hỗ trợ nhiều bộ xử lý logic hơn: các phiên bản 32-bit hỗ trợ tối đa 32 bộ xử lý logic, trong khi phiên bản 64-bit hỗ trợ lên đến 64 bộ xử lý logic.

## Khả năng nâng cấp
Một số thành phần Windows XP có thể được nâng cấp lên các phiên bản mới nhất, bao gồm các phiên bản mới được giới thiệu trong các phiên bản Windows mới hơn và các ứng dụng chính khác của Microsoft có sẵn. Các phiên bản mới nhất này dành cho Windows XP bao gồm:
- ActiveSync 4.5
- DirectX 9.0c (Ngày 5 tháng 2 năm 2010 Có thể phân phối lại)
- Internet Explorer 8 trên Windows XP Gói Dịch vụ 2 và 3 (Internet Explorer 6 SP1 và Outlook Express 6 SP1 trên Windows XP trước SP2.)
- Windows Media Format Runtime và Windows Media Player 11 trên Windows XP Gói Dịch vụ 2 và 3 (và Windows Media Player 10 trên bản phát hành gốc Windows XP.)
- Microsoft Virtual PC 2004 và 2007
- .NET Framework lên đến và bao gồm phiên bản 4.0 (4.5 và các phiên bản cao hơn không được hỗ trợ.)
- Visual Studio 2005 trên các phiên bản Windows XP dưới SP2, Visual Studio 2008 trên Windows XP SP2 và Visual Studio 2010 trên Windows XP SP3
- Windows Script Host 5.7
- Windows Installer 4.5
- Office 2010 là phiên bản cuối cùng của Microsoft Office tương thích với Windows XP.
- Microsoft NetMeeting 3.02

## Vòng đời hỗ trợ
Hỗ trợ cho bản phát hành ban đầu của Windows XP (không có gói dịch vụ) đã kết thúc vào ngày 30 tháng 8 năm 2005. Cả Windows XP gói dịch vụ 1 và 1a đã ngừng hỗ trợ vào ngày 10 tháng 10 năm 2006, và cả Windows 2000 và Windows XP SP2 đều ngừng hỗ trợ vào ngày 13 tháng 7 năm 2010, khoảng 24 tháng sau khi Windows XP gói dịch vụ 3 dược ra mắt. Công ty đã ngừng cấp phép chung Windows XP cho các OEM và chấm dứt việc bán lẻ hệ điều hành này vào ngày 30 tháng 6 năm 2008, 17 tháng sau khi phát hành Windows Vista. Tuy nhiên, một ngoại lệ đã được công bố vào ngày 3 tháng 4 năm 2008, đối với các OEM sản xuất thứ mà họ định nghĩa là "máy tính cá nhân chi phí cực thấp", đặc biệt là netbook, cho đến một năm sau khi Windows 7 ra mắt vào ngày 22 tháng 10 năm 2009. Các nhà phân tích cho rằng động thái này chủ yếu nhằm cạnh tranh với các netbook chạy hệ điều hành Linux, mặc dù Kevin Hutz tuyên bố rằng quyết định này là do nhu cầu thị trường rõ ràng đối với máy tính đời thấp chạy Windows.
Các biến thể của Windows XP dành cho hệ thống nhúng có các chính sách hỗ trợ khác nhau: Windows XP Embedded SP3 và Windows Embedded for Point of Service SP3 lần lượt được hỗ trợ cho đến tháng 1 và tháng 4 năm 2016. Windows Embedded Standard 2009, được kế nhiệm bởi Windows Embedded Standard 7 và Windows Embedded POSReady 2009, và kế nhiệm của Windows Embedded POSReady 7 lần lượt được hỗ trợ cho đến tháng 1 và tháng 4 năm 2019. Các bản cập nhật dành cho các phiên bản nhúng cũng có thể được tải xuống trên phiên bản Windows XP tiêu chuẩn sử dụng bản hack Registry, cho phép các bản vá không chính thức cho đến tháng 4 năm 2019. Tuy nhiên, Microsoft đã khuyến cáo người dùng Windows XP không nên cài đặt các bản sửa lỗi này, với lý do các vấn đề không tương thích.

### Kết thúc hỗ trợ
Vào ngày 14 tháng 4 năm 2009, Windows XP đã ngừng hỗ trợ chính và bước vào giai đoạn hỗ trợ mở rộng; Microsoft tiếp tục cung cấp các bản cập nhật bảo mật hàng tháng cho Windows XP, tuy nhiên, hỗ trợ kỹ thuật miễn phí, yêu cầu bảo hành và thay đổi thiết kế đã không còn được cung cấp nữa. Hỗ trợ mở rộng kết thúc vào ngày 8 tháng 4 năm 2014, hơn 12 năm sau khi phát hành Windows XP; mặc dù thông thường các sản phẩm của Microsoft có vòng đời hỗ trợ chỉ 10 năm. Ngoài các bản cập nhật bảo mật cuối cùng được phát hành vào ngày 8 tháng 4, không có thêm bản vá bảo mật hoặc thông tin hỗ trợ nào được cung cấp miễn phí cho XP; nhưng "các bản vá quan trọng" sẽ vẫn có sẵn và chỉ cung cấp cho những khách hàng đăng ký gói "Custom Support" trả phí. Vì là một thành phần của Windows nên tất cả các phiên bản của Internet Explorer dành cho Windows XP cũng không được hỗ trợ.
Vào tháng 1 năm 2014, người ta ước tính rằng hơn 95% trong số 3 triệu máy rút tiền tự động trên thế giới vẫn đang chạy Windows XP (phần lớn thay thế OS/2 của IBM làm hệ điều hành chủ yếu trên các máy ATM); máy ATM có vòng đời trung bình từ 7 đến 10 năm, nhưng một số máy đã có vòng đời dài tới 15 năm. Một số nhà cung cấp ATM và khách hàng đã có kế hoạch chuyển sang các hệ thống dựa trên Windows 7 trong suốt năm 2014, trong khi các nhà cung cấp cũng đã xem xét khả năng sử dụng các nền tảng dựa trên Linux trong tương lai để mang lại cho họ sự linh hoạt hơn trong các vòng đời hỗ trợ, và Hiệp hội Công nghiệp ATM (ATMIA) kể từ đó đã xác nhận Windows 10 là một sự thay thế tiếp theo. Tuy nhiên, các máy ATM thường chạy phiên bản nhúng của Windows XP, được hỗ trợ đến hết tháng 1 năm 2016. Tính đến tháng 5 năm 2017, khoảng 60% trong số 220.000 máy ATM ở Ấn Độ vẫn chạy Windows XP.
Hơn nữa, ít nhất 49% tổng số máy tính ở Trung Quốc vẫn chạy XP vào đầu năm 2014. Những cổ phiếu này bị ảnh hưởng bởi một số yếu tố; giá của các bản sao chính hãng của các phiên bản Windows mới hơn ở nước này cao, trong khi Ni Guangnan thuộc Viện Khoa học Trung Quốc cảnh báo rằng Windows 8 có thể khiến người dùng bị chính phủ Hoa Kỳ giám sát, và chính phủ Trung Quốc sẽ cấm mua các sản phẩm Windows 8 cho mục đích sử dụng của chính phủ vào tháng 5 năm 2014 để phản đối việc Microsoft không thể cung cấp hỗ trợ "được đảm bảo". Chính phủ cũng lo ngại rằng việc hỗ trợ sắp kết thúc có thể ảnh hưởng đến các sáng kiến chống vi phạm bản quyền của họ với Microsoft, vì người dùng chỉ đơn giản là vi phạm bản quyền các phiên bản mới hơn thay vì mua chúng một cách hợp pháp. Do đó, các quan chức chính phủ đã chính thức yêu cầu Microsoft gia hạn thời gian hỗ trợ cho XP vì những lý do này. Trong khi Microsoft không tuân theo yêu cầu của họ, thì một số nhà phát triển phần mềm lớn của Trung Quốc, chẳng hạn như Lenovo, Kingsoft và Tencent, sẽ cung cấp hỗ trợ và tài nguyên miễn phí cho người dùng Trung Quốc chuyển từ XP. Một số chính phủ, đặc biệt là của Hà Lan và Vương quốc Anh, đã chọn đàm phán kế hoạch "Custom Support" với Microsoft để họ tiếp tục sử dụng Windows XP nội bộ; thỏa thuận của chính phủ Anh kéo dài một năm và cũng bao gồm hỗ trợ cho Office 2003 (ngừng hỗ trợ cùng ngày) và có giá £5,5 triệu.
Vào ngày 8 tháng 3 năm 2014, Microsoft đã triển khai bản cập nhật cho XP, vào ngày 8 hàng tháng sẽ hiển thị thông báo bật lên để nhắc nhở người dùng về việc kết thúc hỗ trợ; tuy nhiên, những thông báo này có thể bị vô hiệu hóa bởi người dùng. Microsoft cũng hợp tác với Laplink để cung cấp một phiên bản "tốc hành" đặc biệt của phần mềm PCmover nhằm giúp người dùng di chuyển các tệp và cài đặt từ XP sang máy tính có phiên bản Windows mới hơn.

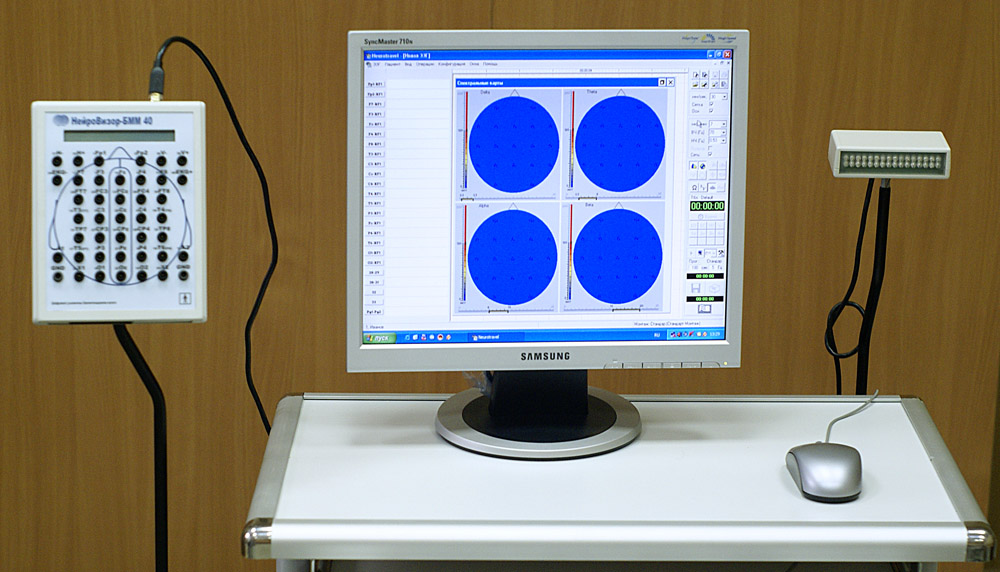
Máy đo điện não chạy trên Windows XP. Việc ngành y tế tiếp tục sử dụng Windows XP một phần là do các ứng dụng y tế không tương thích với các phiên bản Windows sau này.

Mặc dù hỗ trợ sắp kết thúc, vẫn có những phần mềm đáng chú ý đã không di chuyển trong quá khứ XP; và nhiều người dùng đã chọn tiếp tục sử dụng XP vì Windows Vista kém tiếp nhận, doanh số bán máy tính mới hơn với phiên bản Windows mới hơn đã giảm do cuộc đại suy thoái và ảnh hưởng của Vista, đồng thời việc triển khai các phiên bản Windows mới trong môi trường doanh nghiệp đòi hỏi một lượng lớn số lượng lập kế hoạch, bao gồm việc thử nghiệm các ứng dụng về khả năng tương thích (đặc biệt là những ứng dụng phụ thuộc vào Internet Explorer 6, không tương thích với các phiên bản Windows mới hơn). Các nhà cung cấp phần mềm bảo mật lớn (bao gồm cả chính Microsoft) đã lên kế hoạch tiếp tục cung cấp hỗ trợ và định nghĩa cho Windows XP sau khi hết hỗ trợ ở các phạm vi khác nhau, cùng với các nhà phát triển trình duyệt web Google Chrome, Mozilla Firefox và Opera; bất chấp những biện pháp này, các nhà phê bình cũng cho rằng người dùng nên chuyển từ XP sang một nền tảng được hỗ trợ. Nhóm Sẵn sàng Khẩn cấp Máy tính của Hoa Kỳ đã đưa ra một cảnh báo vào tháng 3 năm 2014 khuyến cáo người dùng về việc sắp hết hỗ trợ và thông báo cho họ rằng việc sử dụng XP sau ngày 8 tháng 4 có thể khiến họ không đáp ứng được các yêu cầu bảo mật thông tin của chính phủ Hoa Kỳ. Microsoft tiếp tục cung cấp phần mềm diệt virus Security Essentials và bản cập nhật Malicious Software Removal Tool (MSRT) cho XP đến ngày 14 tháng 7 năm 2015. Khi kết thúc hỗ trợ mở rộng đến gần, Microsoft bắt đầu ngày càng thúc giục khách hàng XP chuyển sang các phiên bản mới hơn như Windows 7 hoặc 8 vì lợi ích bảo mật, cho thấy rằng những kẻ tấn công có thể thiết kế ngược các bản vá bảo mật cho các phiên bản Windows mới hơn và lợi dụng chúng để nhắm mục tiêu các lỗ hổng trong XP. Windows XP có thể bị khai thác từ xa bởi nhiều lỗ hổng bảo mật đã được phát hiện sau khi Microsoft ngừng hỗ trợ.
Tương tự, các thiết bị chuyên dụng chạy XP, đặc biệt là thiết bị y tế, phải có bất kỳ bản sửa đổi nào đối với phần mềm của chúng — thậm chí là các bản cập nhật bảo mật cho hệ điều hành cơ bản — được các cơ quan quản lý có liên quan phê duyệt trước khi chúng có thể được phát hành. Vì lý do này, các nhà sản xuất thường không cho phép bất kỳ bản cập nhật nào đối với hệ điều hành của thiết bị, khiến chúng bị khai thác bảo mật và phần mềm độc hại.
Mặc dù đã ngừng hỗ trợ cho Windows XP, Microsoft vẫn phát hành ba bản cập nhật bảo mật khẩn cấp cho hệ điều hành này để vá các lỗ hổng bảo mật lớn:
- Một bản vá được phát hành vào tháng 5 năm 2014 để giải quyết các lỗ hổng được phát hiện gần đây trong Internet Explorer 6 đến 11 trên tất cả các phiên bản Windows.[130]
- Một bản vá được phát hành vào tháng 5 năm 2017 để giải quyết lỗ hổng bảo mật đang bị tấn công bởi mã độc tống tiền WannaCry.[131]
- Một bản vá được phát hành vào tháng 5 năm 2019 để giải quyết lỗ hổng thực thi mã nghiêm trọng trong Remote Desktop Services có thể bị khai thác theo cách tương tự như lỗ hổng WannaCry.[132][133]

## Dư luận

### Hiệu năng của giao diện người dùng
Theo những lời bình luận từ báo chí cho rằng giao diện người dùng mặc định của Windows XP (Luna) đã tăng thêm sự hỗn loạn về hình ảnh và hao phí không gian màn hình trong khi không đưa ra chức năng nào mới và khiến cho hiệu năng của máy đã giảm dần. Một số người dùng than phiền như vậy có thể chuyển lại về chủ đề Windows Classic.

### Ưu điểm chính hãng của Windows
Trong nỗ lực nhằm kiềm chế vi phạm bản quyền dựa trên các khóa cấp phép theo gói bị rò rỉ hoặc tạo ra trên mạng, Microsoft đã cho mắt Windows Genuine Advantage (WGA). WGA bao gồm hai phần, một công cụ xác minh phải dùng khi tải một số thứ từ Microsoft và một hệ thống thông báo người dùng. WGA dành cho Windows được tiếp nối bằng các hệ thống xác minh dành cho Internet Explorer 7, Windows Media Player 11, Windows Defender, và Microsoft Office 2007. Gần đây Microsoft đã gỡ bỏ xác minh WGA ra khỏi bản cài đặt Internet Explorer 7 nói rằng mục đích của sự thay đổi này là để đưa IE7 đến với mọi người dùng Windows.
Nếu khóa giấy phép bị đánh giá là không thật, nó sẽ hiển thị một màn hình mè nheo thường xuyên yêu cầu người dùng mua giấy phép từ Microsoft. Thêm vào đó, người dùng bị hạn chế khi truy cập vào Microsoft Update để tải các bản cập nhật bảo mật, và như vậy, các bản cập nhật nâng cao mới và các sản phẩm Microsoft khác sẽ không thể được tải về hoặc cài đặt nữa.
Vào ngày 26 tháng 8 năm 2008, Microsoft đã phát hành chương trình kích hoạt WGA mới hiển thị một màn hình nền màu đen nếu máy tính không vượt qua được cuộc xác minh. Hình nền có thể được đổi, nhưng sẽ quay về đen sau 60 phút.
Những chỉ trích phổ biến đối với WGA gồm có việc Microsoft miêu tả nó là "Bản cập nhật bảo mật tối quan trọng", khiến cho Automatic Updates mặc định tải nó về mà người dùng không tài nào can thiệp được, hành vi của nó giống như một phần mềm gián điệp liên tục "gọi về" Microsoft mỗi khi máy tính kết nối vào Internet, việc không thông báo cho người dùng cuối viết WGA đang thực sự làm cái gì sau khi được cài đặt (đã được sửa trong bản cập nhật 2006), không cung cấp một phương cách gỡ bỏ hợp lý trong suốt bản thử nghiệm beta (người dùng được cung cấp hướng dẫn gỡ bỏ bằng tay nhưng không hoạt động cho đến bản chính thức), và sự nhạy cảm của nó đối với sự thay đổi hệ thống phần cứng dẫn đến đòi tái kích hoạt liên tục đối với một số nhà phát triển.
Nói một cách thẳng thắn, việc tải về hay cài đặt Thông báo đều không phải bắt buộc; người dùng có thể thay đổi thiết lập của Automatic Updates của họ để cho phép họ chọn tải về và cài đặt bản cập nhật nào. Nếu bản cập nhật đã được tải về rồi, người dùng có thể chọn không chấp nhận EULA bổ sung đi theo Thông báo. Trong cả hai trường hợp đó, người dùng cũng có thể yêu cầu bản cập nhật không được hiển thị nữa. Các Cập nhật Bảo mật Tối quan trọng mới hơn vẫn có thể cài đặt mà không hiển thị yêu cầu WGA nữa. Tuy nhiên thiết lập này sẽ chỉ có tác dụng trên phiên bản hiện tại của Thông báo, do đó nó có thể xuất hiện lại nếu có phiên bản mới. Vào năm 2006, Microsoft đã có dính líu tới một vụ kiện ở California, về việc công ty đã vi phạm các luật chống phần mềm gián điệp của tiểu bang với chương trình Windows Genuine Advantage Notifications của nó.

### 'Bẻ khóa' bảo vệ
Những chương trình "tạo khóa", thường được gọi là "keygen", hiện có để tạo ngẫu nhiên các khóa sản phẩm của Windows XP (do đó, không còn các khóa thường dùng để có thể cấm) rồi sau đó kích hoạt Windows mà không cần phải liên hệ với Microsoft. Những khóa này có thể có hoặc không cho phép người dùng nhận được các bản cập nhật mặc dù Microsoft đã cho phép tải về và cài đặt các bản cập nhật bảo mật quan trọng thông qua Windows Update và trang tải về của nó, thậm chí trong các bản ăn cắp bản quyền và không thật của Windows.

## Rò rỉ mã nguồn
Vào ngày 23 tháng 9 năm 2020, mã nguồn của Windows XP Service Pack 1 và Windows Server 2003 đã bị rò rỉ trên 4chan bởi một người dùng không xác định. Những người dùng ẩn danh đã biên dịch mã, cũng như một người dùng Twitter đã đăng video về quy trình trên YouTube để chứng minh rằng đoạn mã là chính xác. Video sau đó đã bị Microsoft xóa vì lý do bản quyền. Bản rò rỉ này không hoàn chỉnh vì thiếu mã nguồn Winlogon và một số thành phần khác. Bản thân vụ rò rỉ ban đầu đã được lan truyền bằng cách sử dụng các liên kết magnet và các tệp torrent ban đầu bao gồm mã nguồn Server 2003 và XP, sau đó được cập nhật với các tệp bổ sung, trong số đó là những rò rỉ trước đó về các sản phẩm của Microsoft, bằng sáng chế của hãng, các phương tiện truyền thông về các thuyết âm mưu về Bill Gates bởi các phong trào chống tiêm chủng và một loạt các tệp PDF về các chủ đề khác nhau.
Microsoft đã đưa ra một tuyên bố rằng họ đang điều tra vụ rò rỉ.

## Sách
- Microsoft Windows XP Plain & Simple - J. Joyce and M. Moon, Microsoft Press, USA, 2005. ISBN 0-7356-2112-8